# It’s Hurting for the First Time
It’s Hurting for the First Time (englisch für ‚Es ist verletzend für die erste Zeit/beim ersten Mal‘) ist ein Lied des deutschen Synthiepop-Duos Wolfsheim. Das Stück ist die zweite Singleauskopplung aus ihrem vierten Studioalbum Spectators und Teil des Soundtracks zu Liebe deine Nächste!.

## Entstehung und Artwork
Geschrieben wurde das Lied von den beiden Wolfsheim-Mitgliedern Peter Heppner und Markus Reinhardt. In Zusammenarbeit mit José Alvarez-Brill produzierten die beiden auch die Single. Gemastert wurde die Single im Hamburger Master & Servant-Studio, unter der Leitung von Tom Meyer. Das Lied wurde unter den Musiklabels Motor Music und Strange Ways Records veröffentlicht und durch Hanseatic und Indigo vertrieben. Die Aufnahmen fanden im belgischen Tonstudio The Factory statt. Auf dem schwarz gehaltenen Cover der Maxi-Single ist – neben Künstlernamen und Liedtitel – ein Screenshot aus dem Kinofilm Liebe deine Nächste! zu sehen. Fotografiert wurde das Coverbild von Joachim Berc, das Artwork stammt von den Graphischen Werken Ottensen.

## Veröffentlichung und Promotion
Die Erstveröffentlichung von It’s Hurting for the First Time erfolgte europaweit am 30. November 1998. Die Maxi-Single beinhaltet neben der Radioversion ein Instrumental von It’s Hurting for the First Time, sowie eine Liveaufnahme des Stückes Real, als B-Seite. Die Liveaufnahme stammt von einem Konzert in Herford vom 24. August 1998 und wurde durch Jürgen Jansen aufgenommen. It’s Hurting for the First Time wurde als Soundtrack zu Detlev Bucks Kinofilm Liebe deine Nächste! beworben.

## Inhalt
Der Liedtext zu It’s Hurting for the First Time ist in englischer Sprache verfasst; ins Deutsche übersetzt bedeutet der Titel „Es ist verletzend für die erste Zeit“ bzw. „Es ist verletzend beim ersten Mal“. Die Musik und der Text wurden gemeinsam von den beiden Wolfsheim-Mitgliedern Peter Heppner und Markus Reinhardt verfasst. Musikalisch bewegt sich das Lied im Bereich des Synthiepops. Das Tempo beträgt 110 Schläge pro Minute. Besonders bei diesem Stück ist, dass es über keinen wirklichen Refrain, sondern aus vier gleich langen Strophen besteht.
| “Now I realize, that it’s just hurting for the first time. I feel it aching, I know it’s you.” – 2. Strophe, Originalauszug | „Jetzt begreife ich, dass es schmerzt zum allerersten mal. Ich fühle den Schmerz, ich weiß, dass du es bist.“ – 2. Strophe, Übersetzung |

## Musikvideo
Das Musikvideo wurde in Berlin gedreht und ist ein Zusammenschnitt aus verschiedenen Filmszenen des Kinofilms Liebe deine Nächste!. Neben den Filmszenen sind immer wieder kurze Ausschnitte zu sehen, in denen die beiden Wolfsheim-Mitglieder an einer Drehkulisse (Obdachlosenheim) des Films das Lied spielen. Die Gesamtlänge beträgt 3:12 Minuten. Regie führte wie beim Film Detlev Buck, produziert wurde das Musikvideo durch Boje Buck (gemeinsame Produktionsfirma von Buck und Claus Boje).

## Mitwirkende
| Liedproduktion - José Alvarez-Brill: Musikproduzent - Peter Heppner: Gesang, Komponist, Liedtexter, Musikproduzent - Tom Meyer: Mastering - Markus Reinhardt: Keyboard, Komponist, Liedtexter, Musikproduzent Artwork - Joachim Berc: Fotograf (Cover) - Boje Buck: Filmproduzent (Musikvideo) - Detlev Buck: Filmproduzent, Regisseur (Musikvideo) | Unternehmen - Graphischen Werken Ottensen: Artwork (Cover) - Hanseatic: Vertrieb - Indigo: Vertrieb - Master & Servant: Mastering - Motor Music: Musiklabel - Strange Ways Records: Musiklabel - The Factory: Tonstudio |

## Chartplatzierungen
It’s Hurting for the First Time erreichte in Deutschland Position 66 der Singlecharts und konnte sich insgesamt sechs Wochen in den Charts halten. Für Wolfsheim ist es nach Once in a Lifetime der zweite Charterfolg in Deutschland. Für Heppner als Komponist und Liedtexter ist It’s Hurting for the First Time nach Die Flut und Once in a Lifetime der dritte Charterfolg in Deutschland. Für Reinhardt ist es nach Once in a Lifetime der Zweite. Als Produzent ist es für beide Wolfsheim-Mitglieder der zweite Charterfolg.